# トラック・ベッド
トラック・ベッド（TRUCK BED）は、アメリカ合衆国のカントリー歌手、シンガーソングライターのハーディによる楽曲。ザ・モッキンバード&ザ・クロウからの4番目のシングルとして2023年5月15日にリリースされた。

## 内容
この曲はカントリーロックの曲で、後半に向けてハードロックとなる。
歌詞はバーに行きたい男性について述べられており、ガールフレンドに「家に帰らないで」と言われた彼は、ガールフレンドの家の庭で酒を飲むことにした。夜中の2時頃、男は玄関のドアをノックするが、開かない。仕方無くトラックの荷台で横になって眠り、翌朝、二日酔いで目を覚ます。歌詞には、ハーディのファーストアルバム『A Rock』に収録されている『Boots』という曲への言及が含まれており、この曲の主人公は靴を履いたまま目を覚ます。しかし、『トラック・ベッド』では、靴を脱いで目覚めている。

## 批評
この曲は賛否両論を受けた。オンライン雑誌『テイスト・オブ・カントリー』のビリー・デュークスは、「巧みな歌詞」と評し、ジョージ・ジョーンズのようだと称賛した。「この曲は、『今ホットなものを書くのではなく、次にホットなものを書け』というソングライターの古い格言を裏付けるものだろう。カントリーのラジオ局がこれほどヘヴィメタルに近い曲をかけたことはない」と述べた。
オンライン雑誌『カントリー・コード』のクレイトン・アンダーソンは、「伝染性があり記憶に残る」と評している。

## ミュージック・ビデオ
2023年7月19日にYouTube上でミュージック・ビデオがリリースされた。ビデオはテネシー州マーフリーズボロで撮影され、俳優のアンドリュー・バチェラーや元フットボール選手のテイラー・ルーワンなどの有名人も出演している。

## チャート

### 週間チャート
| Chart (2023–2024)                | Peak position |
| -------------------------------- | ------------- |
| カナダ (Canadian Hot 100)        | 57            |
| カナダ カントリー (Billboard)    | 5             |
| US Billboard Hot 100             | 27            |
| US Country Airplay (Billboard)   | 1             |
| US Hot Country Songs (Billboard) | 6             |